# Die Schlickerlinge

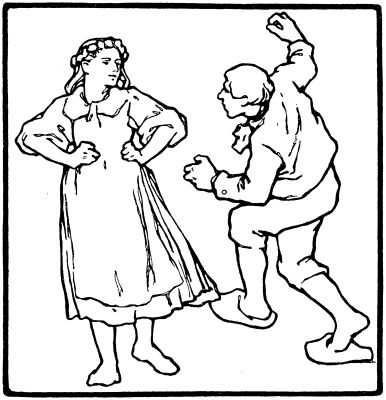
Illustration von Otto Ubbelohde, 1909

Die Schlickerlinge ist ein Schwank (ATU 1451). Er steht in den Kinder- und Hausmärchen der Brüder Grimm ab der 2. Auflage von 1819 an Stelle 156 (KHM 156).

## Inhalt
Ein schönes, aber faules Mädchen wirft oft Flachs weg, der nicht leicht zu spinnen ist. Ein Dienstmädchen spinnt ihn fein und lässt sich ein hübsches Kleid davon machen. Darin tanzt es auf dem Polterabend vor der Hochzeit der Faulen, die sagt „ach, wat kann dat Mäken springen / in minen Slickerlingen!“ Als ihr Bräutigam das durchschaut, nimmt er die andere.

## Herkunft

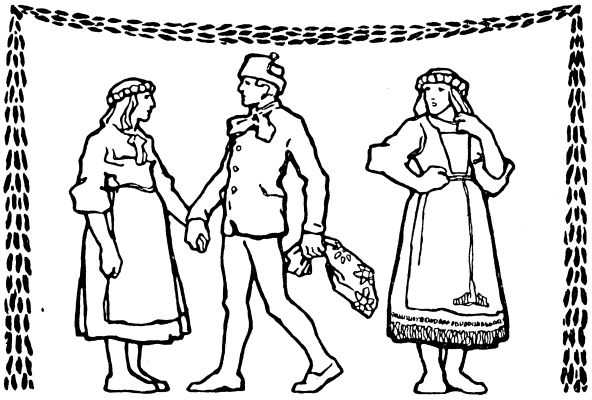
Illustration von Otto Ubbelohde, 1909

Grimms Anmerkung notiert „Aus dem Meklenburgischen“ und bemerkt, dass auf einfache Art eine alte Lehre zur Hausfrauentugend gegeben wird, wie in KHM 155 Die Brautschau.
Zum Spinnen siehe auch KHM 14, 49, 55, 128, 181, 188.